# Почесна відзнака «За заслуги перед Черкащиною»

Почесна відзнака «За заслуги перед Черкащиною» — Пам'ятна відзнака, котрою можуть бути нагородження жителі Черкаської області, України чи інших країн за визначні особисті заслуги перед Черкащиною в економічній, науковій, соціально-культурній, військовій, державній, громадській та інших сферах суспільної діяльності.
Нагородженим вручається нагрудний знак «За заслуги перед Черкащиною», посвідчення встановленого зразка та грошова винагорода в розмірі 5000 грн. за рахунок коштів обласного бюджету, передбачених головному розпоряднику коштів «Обласна рада».

## Нагороджені
- Бардалим Олександр Володимирович (1986—2019) — старшина Збройних сил України, учасник російсько-української війни.
- Войцехівський Євген Вікторович (1979—2014) — смілянин, командир підрозділу Холодний Яр, боєць батальйону Айдар.
- Валентин Чарута (?-2014) — житель Золотоноші, боєць батальйону Айдар.
- Холо Ігор Миколайович (1992—2014) — уроженець села Олександрівка, Жашківського району, старший лейтенант, командир взводу снайперів 95-ї ОАеМБр.
- Кизило Андрій Олександрович (1993—2017) — уродженець Умані, майор Збройних сил України, заступник командира батальйону 72 ОМБр, учасник російсько-української війни. Герой України (посмертно).
- Оверченко Дмитро Олександрович (1989—2017) — уродженець с. Вишнопіль, солдат Збройних сил України, сапер 72 ОМБр, учасник російсько-української війни.
- Чубатенко Руслан Валерійович (1991—2014) — старший сержант Збройних сил України, учасник російсько-української війни.
- Грибов Роман Валентинович (2022) -  брав участь в обороні острова Зміїний.